# أدريان كوكسيس
أدريان كوكسيس (بالمجرية: Kocsis Adrián) هو لاعب كرة قدم مجري، ولد في 25 مارس 1991 في Körmend ‏ في المجر. شارك مع منتخب المجر تحت 21 سنة لكرة القدم. أما مع النوادي، فقد لعب مع زالايغيرزيغي تورنا إغيليت.

## وصلات خارجية
- أدريان كوكسيس على موقع اتحاد المجر (الهنغارية)
- أدريان كوكسيس على موقع قاعدة بيانات كرة القدم.إي يو (الإنجليزية)
- أدريان كوكسيس على موقع Soccerway.com (الإنجليزية)